# Pseudosmittia curticosta
Pseudosmittia curticosta är en tvåvingeart som först beskrevs av Edwards 1929.  Pseudosmittia curticosta ingår i släktet Pseudosmittia och familjen fjädermyggor. Inga underarter finns listade i Catalogue of Life.